# 55 Cancri e
Janssen (también catalogado como 55 Cancri e por la Unión Astronómica Internacional) es un planeta extrasolar que posee una masa similar a la de Neptuno y orbita la estrella gemela solar Copernico, ubicada aproximadamente a 41 años luz de la Tierra, en la constelación de Cáncer. El planeta es el más cercano a su estrella dentro de su sistema planetario del cual se tenga conocimiento, y requiere menos de tres días para completar su órbita. 55 Cancri e fue descubierto el 30 de agosto de 2004 mediante el estudio de la velocidad radial de 55 Cancri A.
El 8 de mayo de 2012 se anunció que 55 Cancri e se convirtió en el primer planeta extrasolar terrestre cuya luz fue detectada por instrumentos hechos por la humanidad, y en octubre de 2012 se anunció que era el primer planeta de carbono que rotaba en torno a una estrella similar al Sol.

## Descubrimiento
Al igual que la mayoría de los planetas extrasolares conocidos, el descubrimiento de 55 Cancri e se realizó mediante el estudio de las variaciones en la velocidad radial de su estrella. Dicho análisis se logró a través de mediciones delicadas del efecto Doppler del espectro de 55 Cancri A. Al momento de su descubrimiento, se conocía la existencia de otros planetas en órbita alrededor de la estrella. Tras tomar en cuenta estos planetas, aún permanecía una señal de unos 2.8 días que podía quedar explicada por la existencia de un planeta de al menos 14.2 veces la masa de la Tierra, en una órbita muy próxima. Las mismas mediciones se utilizaron para confirmar la existencia de 55 Cancri c, del cual no se tenía certeza hasta entonces.
55 Cancri e es uno de los primeros planetas extrasolares descubiertos con una masa comparable a la de Neptuno. Otro «Neptuno caliente» fue anunciado al mismo tiempo que 55 Cancri e: Gliese 436 b, que orbita la estrella enana roja Gliese 436.

## Órbita y masa
55 Cancri e está ubicado en una órbita muy próxima a su estrella, unas 0.03 UA, la cual le lleva menos de tres días completar. También se sitúa dentro de la categoría de «neptunos calientes» (planetas similares a Neptuno en cuanto a masa, pero situados a una distancia de su estrella menor a la que existe entre Mercurio y el Sol).
Debido a las limitaciones inherentes al método de velocidad radial empleado para detectar la existencia de 55 Cancri e, solo puede obtenerse su masa mínima, la cual es de aproximadamente 11 veces la de la Tierra, o el 60 % de la masa de Neptuno. Las observaciones astronométricas realizadas mediante el telescopio espacial Hubble indican que el planeta exterior 55 Cancri d cuenta con una inclinación de 53° respecto del plano del cielo. En caso de confirmarse dicha medición, y suponiendo que el sistema sea coplanar, la masa verdadera de 55 Cancri e sería un 25 % mayor que su límite inferior, es decir, de unas 0.8 veces la masa de Neptuno.

## Características
Se teoriza que 55 Cancri e recibe más radiación que Gliese 436 b y, gracias a las observaciones del telescopio Spitzer, se pudo estimar una temperatura en su lado diurno de más de 2000 K.
En un principio se ignoraba si se trata de un pequeño gigante gaseoso como Neptuno o de un gran planeta terrestre. En 2011 se confirmó un tránsito del planeta y permitió medir su diámetro, de aproximadamente el doble del de la Tierra, lo que junto con su masa y densidad lo clasifican como un planeta terrestre (una «megatierra»), y se supuso que la quinta parte de su masa estaría formada por elementos y compuestos livianos que incluyen al agua, en estado de fluido supercrítico.
Anteriormente se creía que 55 Cancri e podría haber sido el núcleo de un gigante gaseoso que fue impulsado hacia su estrella antes que tuviese tiempo suficiente para acumular una cobertura gaseosa importante; sin embargo, esta alternativa fue descartada en 2004, tras comprobarse que un gigante gaseoso puede sobrevivir durante largos períodos dentro de la región interna de un sistema planetario. No obstante, la estrella podría haber eliminado la capa de sustancias volátiles que la envolvía, por medio de su eyección de masa coronal. Siguiendo dicho modelo (que también se propuso para Gliese 876 d), la composición original habría sido más rica en sustancias volátiles, tales como el agua. Al aproximarse, el planeta habría hervido a manera de un océano de agua presurizado (en forma de fluido supercrítico) que se separaría del núcleo de silicato mediante una capa de hielo perpetuo mantenido en dicho estado por las presiones elevadas del interior del planeta. Este planeta tendría una atmósfera que incluiría vapor de agua y oxígeno libre, producidos por la ruptura de las moléculas de agua provocada por la radiación ultravioleta.
En octubre de 2012 un estudio de la Universidad Yale modelo más reciente sugiere que el planeta estaría compuesto principalmente de carbono; casi un tercio de la masa del planeta es de carbono en la forma de diamante.

## Origen del nombre
Su denominación fue aprobada por la UAI en honor a Jacharias Janssen (1580-1630), quien fue un fabricante de gafas holandés al que a menudo se le atribuye la invención del microscopio, y más controvertidamente la invención del telescopio.